# 格林 (緬因州)
格林（英語：Greene）是一個位於美國緬因州安德羅斯科金縣的市鎮。

## 人口
根據2020年美國人口普查的數據，格林的面積為91.14平方千米，當中陸地面積為83.60平方千米，而水域面積為7.54平方千米。當地共有人口4376人，而人口密度為每平方千米48人。